# Équipe cycliste Flanders-Baloise

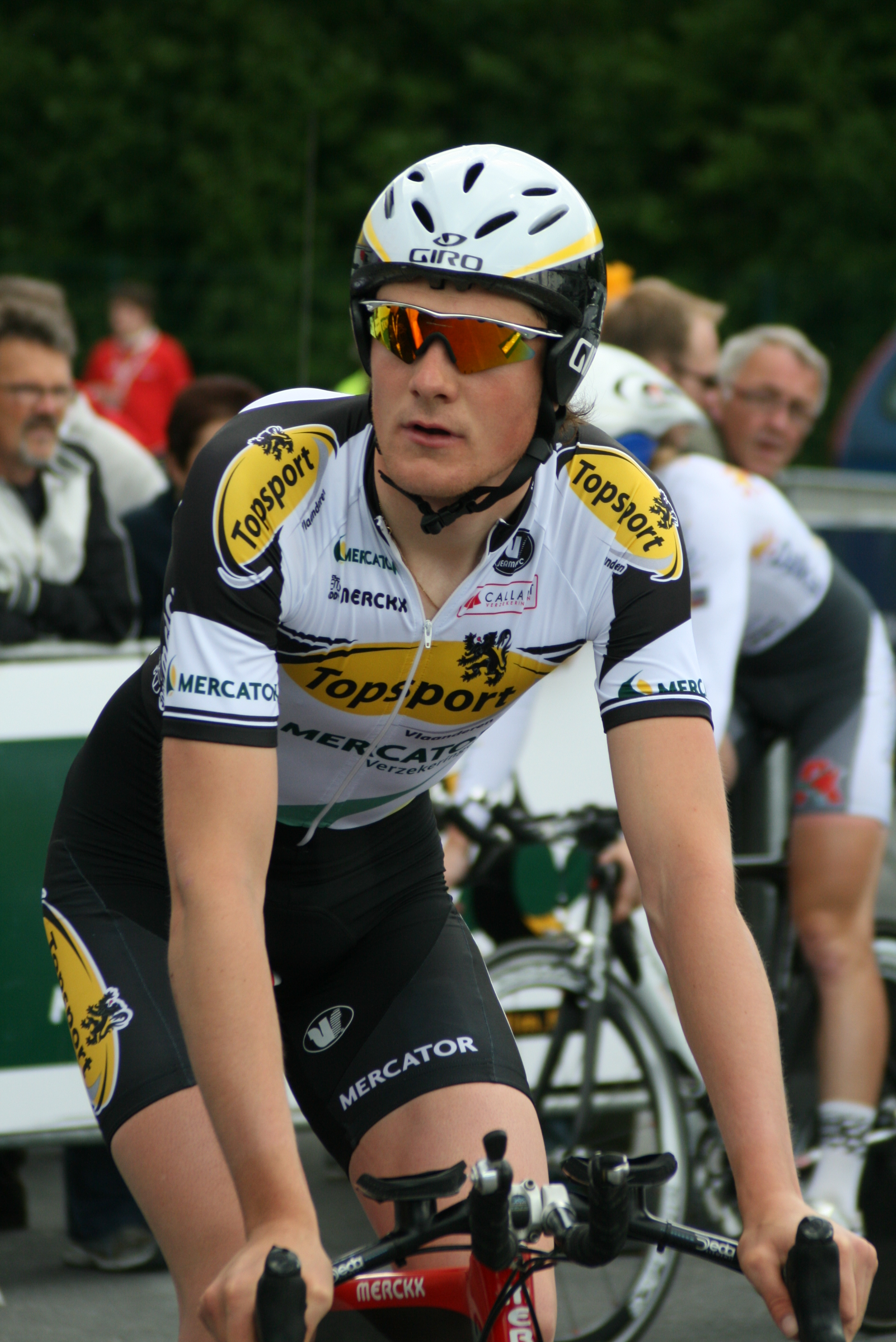
Stijn Joseph avec le maillot de l'équipe en 2009

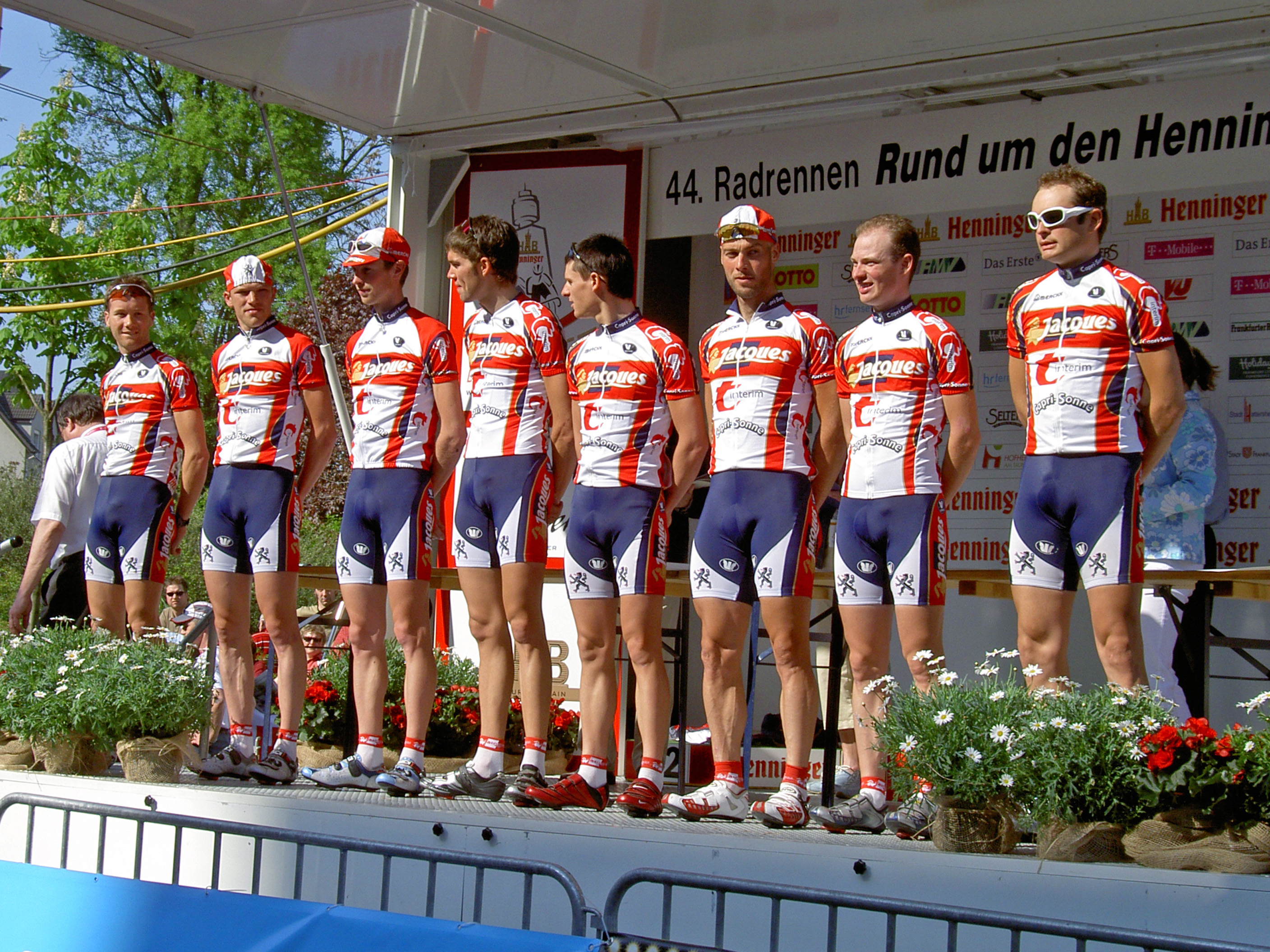
L'équipe Chocolat Jacques au Henninger Turm 2005.

Cet article concerne l'équipe masculine. Pour l'ancienne équipe féminine, voir équipe cycliste Topsport Vlaanderen-Etixx.
L'équipe cycliste Flanders-Baloise est une formation belge de cyclisme professionnel sur route. Elle est principalement soutenue par la région flamande depuis sa création en 1994. Elle a le statut d'UCI ProTeam et participe donc principalement aux épreuves de l'UCI Europe Tour, ainsi qu'à des courses du World Tour pour lesquelles elle bénéficie d'invitations. Elle a pour objectif de former de jeunes coureurs flamands afin qu'ils soient ensuite recrutés par les meilleures équipes mondiales. De nombreux coureurs flamands ont ainsi fait leurs débuts professionnels dans cette équipe, dont Tom Steels, Mario Aerts, Leif Hoste, Bert Roesems et Stijn Devolder.

## Histoire de l'équipe

### Premières années
L'équipe Vlaanderen 2002 est créée en 1994 par la Communauté flamande, à l'initiative de Leona Detiège, ministre flamande de l'emploi et des affaires sociales. Le projet est monté par Kris Rogiers, chef de cabinet du ministre-président de la Région flamande Luc Van den Brande, et Fons Leroy, qui devient président du conseil d'administration de l'équipe. Ils reçoivent le soutien de Roger Swerts, alors sélectionneur de l'équipe nationale de Belgique et qui devient directeur sportif, de l'ancien champion Eddy Merckx, qui fait de son entreprises de cycles l'un des fournisseurs de l'équipe, et de Noël De Meulenaere et sa société de sponsoring sportif ASS, dont l'entremise permet d'attirer plusieurs coureurs.
À son lancement, l'équipe est composée de 14 coureurs, dont dix néo-professionnels. Le plus connu et expérimenté d'entre eux est Jan Nevens, professionnel depuis 1980.
En 1996, l'Union cycliste internationale répartit les équipes cyclistes en divisions, l'équipe Vlaanderen figure en deuxième division. Cette saison révèle Glenn D'Hollander, troisième du Tour de l'Avenir, vainqueur de la Coupe Sels et d'une étape du Tour d'Autriche.
En 1997, l'équipe Vlaanderen 2002 remporte 12 courses, son meilleur total annuel jusqu'alors. À l'issue de la saison, trois de ses coureurs sont recrutés par l'équipe belge Lotto : Mario Aerts, vainqueur du Circuit franco-belge, Kurt Van De Wouwer, vainqueur du Circuito Montañés et troisième du championnat de Belgique, et Geert Verheyen. Geert Van Bondt rejoint l'équipe néerlandaise TVM.
En 1998, Peter Wuyts, 25 ans, est la principale révélation de la saison au sein de l'équipe. Il termine notamment sixième du Tour de l'Avenir, dont il remporte une étape. Il est recruté par l'équipe Lotto en fin d'année. Leif Hoste effectue en 1998 son unique saison au sein de l'équipe Vlaanderen. Vainqueur d'étape du Circuito Montañés et du Tour de l'Avenir, il est recruté en 1999, à 21 ans, par l'équipe Mapei.
En 1999, l'équipe perd Erwin Thijs, coureur plus expérimenté (il a alors 28 ans) qui « constituait un exemple pour les plus jeunes de l'équipe » d'après Roger Swerts. Ce rôle échoit à Kurt Van Lancker.
En 2000, Peter Van Den Abeele participe à l'épreuve de cross-country VTT des Jeux olympiques de Sydney.
La saison 2004, Vlaanderen-T-Interim réalise sa meilleure saison depuis sa création. Elle remporte 17 courses, dont 8 par Steven Caethoven qui effectue sa première année professionnelle.

### Depuis 2005: équipe référence de deuxième division

le logo de l'équipe Topsport Vlaanderen-Mercator.

Lors de la création du système ProTour en 2005, elle devient une équipe continentale professionnelle. La société Chocolat Jacques devient le principal sponsor. Christophe Sercu devient manager de l'équipe, fonction qu'il exerçait de 2000 à 2004 au sein de la formation Lotto. La principale recrue de l'équipe cette année est Niko Eeckhout.
En 2006, Niko Eeckhout est sacré champion de Belgique et gagne le classement individuel de l'UCI Europe Tour.

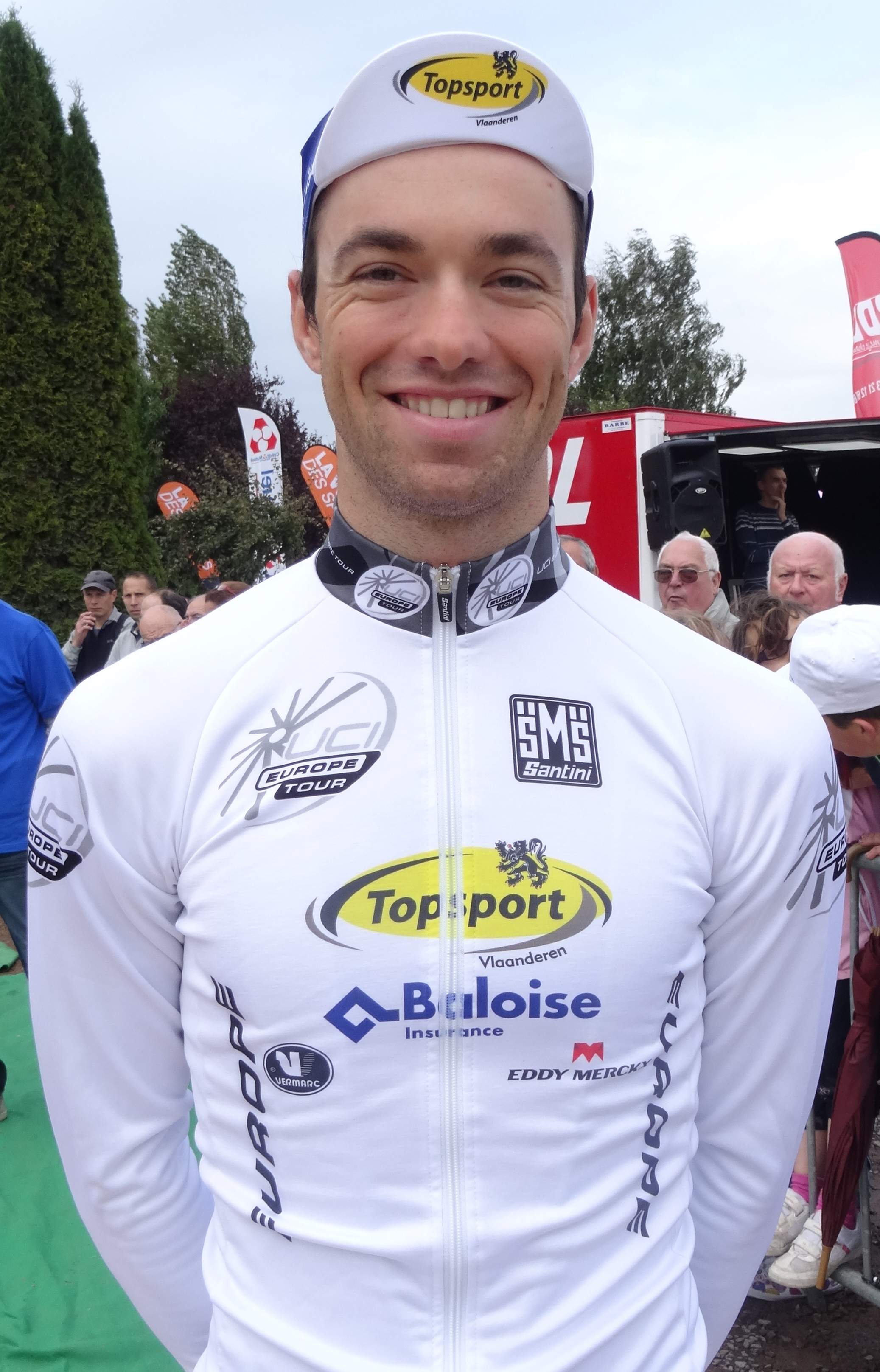
Tom Van Asbroeck, ici photographié à l'occasion du Grand Prix d'Isbergues 2014 (où il termine 4e).

En 2014, l'équipe, composée de vingt-cinq coureurs, remporte onze victoires sur des courses UCI, de nombreuses deuxièmes, troisièmes places, ainsi que des places d'honneur.
À la fin de la saison, Tom Van Asbroeck remporte la seconde place du Prix national de clôture, ce qui lui permet d'être le vainqueur du classement individuel de l'UCI Europe Tour. L'équipe remporte le classement par équipes de l'UCI Europe Tour. La saison suivante, l'effectif de l'équipe est constitué de vingt-quatre coureurs, dont dix-huit étant déjà présents en 2014. Les nouveaux venus sont Amaury Capiot, Oliver Naesen, Jens Wallays, Jef Van Meirhaeghe, Bert Van Lerberghe et Floris De Tier. Emmenée par Edward Theuns (deuxième de l'UCI Europe Tour), elle remporte pour la deuxième fois le classement par équipes.
En septembre 2015, l'équipe annonce la venue d'Aimé De Gendt, Maxime Farazijn, Kenneth Van Rooy, Dries Van Gestel et Ruben Pols.
En septembre 2017, le manager de l'équipe Walter Planckaert fait la une des journaux en dehors du monde du cyclisme en interdisant le port de la barbe aux coureurs de l'équipe. Sous le titre « Beardgate in the Peloton », le quotidien luxembourgeois Tageblatt s'est moqué de Planckaert, qui se souciait de la « beauté du cyclisme », mais avait lui-même été contrôlé positif au dopage en 1977. 
En 2025, le gouvernement flamand annonce qu'il met fin à son soutien après la saison 2026, son rôle dans la promotion des talents ne reflétant plus la réalité actuelle du cyclisme professionnel. Il décide de se concentrer sur la promotion du cyclisme sur piste.

## Sponsors et financement
Lors de sa première saison en 1994, l'équipe Vlaanderen 2002 est dotée d'un budget d'environ 20 millions de francs belges. Les fonds proviennent essentiellement de la Communauté flamande. Les sponsors secondaires, dont les cycles Eddy Merckx qui figurent dans l'intitulé de l'équipe, lui fournissent matériel et services.
En 2001, la société de travail intérimaire T-interim devient sponsor de l'équipe. Celle-ci prend le nom de Vlaanderen - T-Interim - Eddy Merckx. Son budget s'accroît cette année-là et s'élève à 40 millions de francs belges.
La chocolaterie Barry Callebaut devient le principal sponsor de l'équipe et lui donne le nom d'un de ses produits, Chocolat Jacques. Chocolat Jacques était en 2004 le principal sponsor de l'équipe Chocolade Jacques-Wincor Nixdorf. Celle-ci disparaît. En 2008, Chocolat Jacques retire son sponsoring, Topsport Vlaanderen devenant le partenaire principal.
Les cycles Eddy Merckx ont été le deuxième sponsor-titre l'équipe de 1994 à 2000. Bien que ne figurant plus dans le nom de l'équipe depuis 2001, il en sont restés les fournisseurs de vélo.

## Dopage
En avril 1997, au cours de la première année  où l'hématocrite est analysé, le niveau dans le sang de Wim Vansevenant dépasse les 50 % avant la première étape des Trois Jours de La Panne. Il est interdit de départ sur la course.
Un taux de caféine élevé est détecté dans l'urine de Erwin Thijs, prélevée lors des championnats de Belgique du contre-la-montre 2000. Il est suspendu trois mois.
En 2004, Dave Bruylandts réalise l'exploit de monter sur le podium du Tour des Flandres. En juillet, son équipe annonce que le coureur a fait l'objet d'un contrôle positif à l'EPO dans la semaine suivant le Tour des Flandres. Il est condamné à une suspension de 18 mois par sa fédération.
Le 3 mai 2013, Pieter Vanspeybrouck est suspendu trois mois en raison d'un contrôle positif hors compétition au fénotérol le 28 février 2013. Pour cette suspension, la fédération belge de cyclisme a validé la thèse de Vanspeybrouck, ce dernier déclarant avoir reçu du duovent à la place de la ventoline transmis par le médecin de son équipe, celui-ci reconnaissant sa faute et présentant sa démission.

## Principaux résultats

### Courses d'un jour
- Prix national de clôture : Tom Steels (1995)
- Grand Prix du 1er mai : Tom Steels (1995)
- GP van Steenbergen : Tom Steels (1995)
- Schaal Sels : Glenn D'Hollander (1996)
- Grand Prix d'Isbergues : Mario Aerts (1996)
- Eurode Omloop : Glenn D'Hollander (1998)
- Zellik-Galmaarden : Kris Gerits (1998)
- Fléche namuroise : Wilfried Cretskens
- Flèche ardennaise : Kris Gerits (1998)
- Tour du Limbourg : Erwin Thijs (2000)
- Le Samyn : Kris Gerits (2001)
- Hel van het Mergelland : Wim Van Huffel (2003)
- Grand Prix de la Ville de Lillers : Benny De Schrooder (2004)
- Bruxelles-Ingooigem : Steven Caethoven (2004)
- Schaal Sels : Geoffrey Demeyere (2004)
- Grand Prix Rudy Dhaenens : Koen Barbé (2005)
- À travers les Flandres : Nico Eeckhout (2005), Frederik Veuchelen (2006), Jelle Wallays (2015)
- Grand Prix d'Isbergues : Niko Eeckhout (2005)
- Omloop van het Houtland : Kevin van Impe (2005)
- Omloop van de Vlaamse Scheldeboorden : Niko Eeckhout (2005)
- Beverbeek Classic : Evert Verbist (2006), Tom Van Asbroeck (2012)
- De Vlaamse Pijl : Evert Verbist (2006), Jelle Vanendert (2007)
- Omloop van het Waasland : Niko Eeckhout (2006), Johan Coenen (2009)
- Memorial Rik Van Steenbergen : Niko Eeckhout (2006), Michael Van Staeyen (2010)
- Championnat des Flandres : Nico Eeckhout (2006)
- Omloop van het Waasland : Niko Eeckhout (2007), Preben Van Hecke (2012), Pieter Jacobs (2013)
- Internatie Reningelst : Iljo Keisse (2007)
- Schaal Sels : Kenny Dehaes (2007), Pieter Jacobs (2013)
- Beverbeek Classic : Johan Coenen (2008)
- Omloop van het Waasland : Niko Eeckhout (2008)
- Internationale Wielertrofee Jong Maar Moedig : Thomas De Gendt (2009), Tim Declercq (2013), Gijs Van Hoecke (2014)
- Grand Prix du canton d'Argovie : Kristof Vandewalle (2010)
- Sparkassen Giro Bochum : Pieter Vanspeybrouck (2011)
- Internationale Wielertrofee Jong Maar Moedig : Tim Declercq (2012)
- GP Stad Geel : Tom Van Asbroeck (2012), Yves Lampaert (2013)
- Antwerpse Havenpijl : Preben Van Hecke (2013)
- Grand Prix de la Somme : Preben Van Hecke (2013)
- Grand Prix d'Ouverture La Marseillaise : Kenneth Vanbilsen (2014)
- Cholet-Pays de Loire : Tom Van Asbroeck (2014)
- Grote Prijs Stad Zottegem : Edward Theuns (2014)
- Arnhem Veenendaal Classic : Yves Lampaert (2014)
- Flèche côtière : Michael Van Staeyen (2014), Christophe Noppe (2017)
- Omloop van het Houtland : Jelle Wallays (2014)
- Paris-Tours : Jelle Wallays (2014)
- Tour de Drenthe : Edward Theuns (2015), Rune Herregodts (2021)
- Grand Prix Criquielion : Jelle Wallays (2015)
- Dwars door de Vlaamse Ardennen : Stijn Steels (2015)
- Polynormande : Oliver Naesen (2015)
- Gooikse Pijl : Oliver Naesen (2015)
- Duo Normand : Victor Campenaerts et Jelle Wallays (2015)
- Grand Prix de la Ville de Lillers : Stijn Steels (2016)
- Grand Prix Marcel Kint : Jonas Rickaert (2017)
- Tour de l'Eurométropole : Piet Allegaert (2019)
- Grand Prix du Morbihan : Arne Marit (2021)
- BW Classic : Milan Fretin (2023)

### Courses par étapes

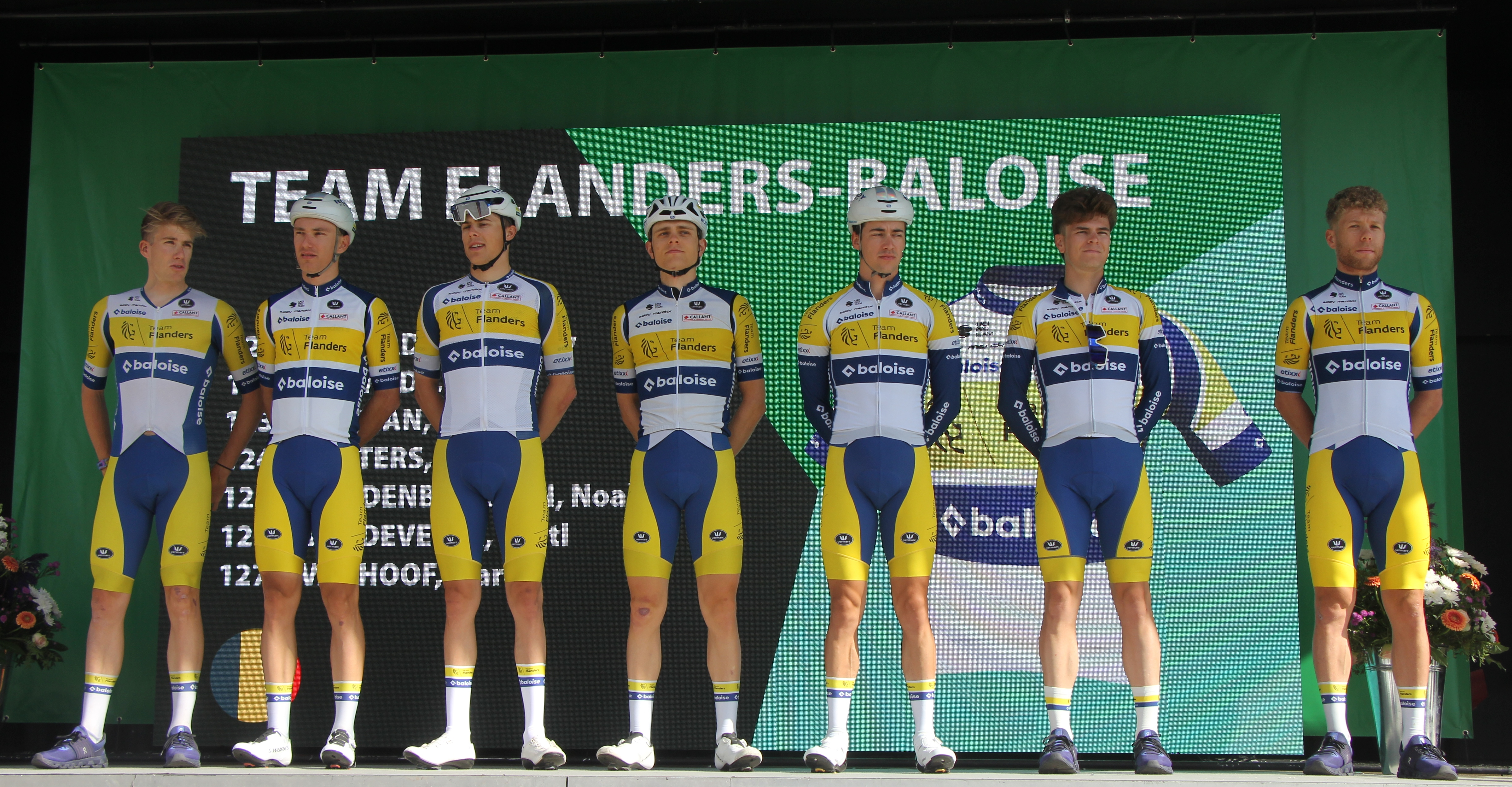
L'équipe en 2024.

- Circuit Franco-Belge : Mario Aerts (1997)
- Circuito Montañés : Kurt Van De Wouwer (1997), Steven Kleynen (2003)
- Trois Jours de Flandre-Occidentale : Nico Eeckhout (2006)
- Étoile de Bessèges : Frederik Willems (2006)

### Championnats nationaux
- Championnats de Belgique sur route : 2
  - Course en ligne : 2006 (Niko Eeckhout) et 2015 (Preben Van Hecke)

## Classements UCI
Jusqu'en 1998, les équipes cyclistes sont classées par l'UCI dans une division unique. En 1999 le classement UCI par équipes est divisé entre GSI, GSII et GSIII. L'équipe est classée parmi les Groupes Sportifs II (GSII), la deuxième division des équipes cyclistes professionnelles. Les classements donnés ci-dessous sont ceux de l'équipe en fin de saison.
| Saison | Classement par équipes | Meilleur coureur au classement individuel |
| ------ | ---------------------- | ----------------------------------------- |
| 1995   | 28e                    | Tom Steels (123e)                         |
| 1996   | 31e                    | Glenn D'Hollander (209e)                  |
| 1997   | 35e                    | Kurt Van De Wouwer (193e)                 |
| 1998   | 45e                    | Erwin Thijs (276e)                        |
| 1999   | 23e (GSII)             | Stive Vermaut (306e)                      |
| 2000   | 32e (GSII)             | Erwin Thijs (327e)                        |
| 2001   | 28e (GSII)             | Björn Leukemans (285e)                    |
| 2002   | 22e (GSII)             | James Vanlandschoot (382e)                |
| 2003   | 16e (GSII)             | James Vanlandschoot (256e)                |
| 2004   | 6e (GSII)              | Jan Kuyckx (274e)                         |

Depuis 2005, l'équipe belge, en tant qu'équipe continentale professionnelle puis d'UCI ProTeam, participe aux circuits continentaux et principalement aux épreuves de l'UCI Europe Tour. Les tableaux ci-dessous présentent les classements de l'équipe sur les différents circuits continentaux, ainsi que son meilleur coureur au classement individuel.
UCI America Tour
| UCI America Tour | UCI America Tour       | UCI America Tour                          | UCI America Tour |
| Année            | Classement par équipes | Meilleur coureur au classement individuel |                  |
| ---------------- | ---------------------- | ----------------------------------------- | ---------------- |
| 2010             | 38e                    | Michael Van Staeyen (337e)                |                  |
| 2015             | 40e                    | -                                         |                  |
|                  |                        |                                           |                  |
| Source : UCI     |                        |                                           |                  |

UCI Asia Tour
| UCI Asia Tour | UCI Asia Tour          | UCI Asia Tour                             | UCI Asia Tour |
| Année         | Classement par équipes | Meilleur coureur au classement individuel |               |
| ------------- | ---------------------- | ----------------------------------------- | ------------- |
| 2010          | 21e                    | Geert Steurs (34e)                        |               |
| 2014          | 75e                    | Michael Van Staeyen (370e)                |               |
| 2015          | 76e                    | Jef Van Meirhaeghe (264e)                 |               |
| 2016          | 80e                    | Floris De Tier (454e)                     |               |
| 2017          | 89e                    | Benjamin Declercq (510e)                  |               |
| 2018          | 97e                    | Kevin Deltombe (561e)                     |               |
|               |                        |                                           |               |
| Source : UCI  |                        |                                           |               |

UCI Europe Tour
| UCI Europe Tour | UCI Europe Tour        | UCI Europe Tour                           | UCI Europe Tour |
| Année           | Classement par équipes | Meilleur coureur au classement individuel |                 |
| --------------- | ---------------------- | ----------------------------------------- | --------------- |
| 2005            | 11e                    | Niko Eeckhout (3e)                        |                 |
| 2006            | 5e                     | Niko Eeckhout (1er)                       |                 |
| 2007            | 17e                    | Niko Eeckhout (28e)                       |                 |
| 2008            | 11e                    | Niko Eeckhout (13e)                       |                 |
| 2009            | 17e                    | Kristof Goddaert (71e)                    |                 |
| 2010            | 8e                     | Kris Boeckmans (40e)                      |                 |
| 2011            | 19e                    | Michael Van Staeyen (53e)                 |                 |
| 2012            | 12e                    | Michael Van Staeyen (14e)                 |                 |
| 2013            | 3e                     | Michael Van Staeyen (6e)                  |                 |
| 2014            | 1er                    | Tom Van Asbroeck (1er)                    |                 |
| 2015            | 1er                    | Edward Theuns (2e)                        |                 |
| 2016            | 9e                     | Pieter Vanspeybrouck (35e)                |                 |
| 2017            | 11e                    | Bert Van Lerberghe (53e)                  |                 |
| 2018            | 8e                     | Jonas Rickaert (84e)                      |                 |
| 2019            | 11e                    | Christophe Noppe (137e)                   |                 |
| 2020            | 8e                     | Amaury Capiot (65e)                       |                 |
| 2021            | 7e                     | Arne Marit (101e)                         |                 |
| 2022            | 7e                     | Kenneth Van Rooy (161e)                   |                 |
| 2023            | 18e                    | Kamiel Bonneu (284e)                      |                 |
| 2024            | 28e                    | Kamiel Bonneu (368e)                      |                 |
|                 |                        |                                           |                 |
| Source : UCI    |                        |                                           |                 |

UCI Oceania Tour
| UCI Oceania Tour | UCI Oceania Tour       | UCI Oceania Tour                          | UCI Oceania Tour |
| Année            | Classement par équipes | Meilleur coureur au classement individuel |                  |
| ---------------- | ---------------------- | ----------------------------------------- | ---------------- |
| 2006             | 18e                    | Glenn D'Hollander (64e)                   |                  |
| 2007             | 8e                     | Pieter Ghyllebert (17e)                   |                  |
|                  |                        |                                           |                  |
| Source : UCI     |                        |                                           |                  |

En 2009 et 2010, l'équipe est classée dans le Calendrier mondial UCI. Celui-ci compile les points acquis lors d'épreuve du Calendrier mondial UCI et intègre les équipes continentales professionnelles, ce qui n'était pas le cas du classement du ProTour. L'équipe Topsport Vlaanderen-Mercator est 31e de ce classement en 2009 avec 11 points. Ceux-ci ont été acquis par Jan Bakelants et Kristof Goddaert lors de l'Eneco Tour (10 et 1 pts).
| Calendrier mondial | Calendrier mondial     | Calendrier mondial                        | Calendrier mondial |
| Année              | Classement par équipes | Meilleur coureur au classement individuel |                    |
| ------------------ | ---------------------- | ----------------------------------------- | ------------------ |
| 2009               | 31e                    | Jan Bakelants (162e)                      |                    |
| 2010               | 28e                    | Sep Vanmarcke (79e)                       |                    |
|                    |                        |                                           |                    |
| Source : UCI       |                        |                                           |                    |

En 2016, le Classement mondial UCI qui prend en compte toutes les épreuves UCI est mis en place parallèlement à l'UCI World Tour et aux circuits continentaux. Il remplace définitivement l'UCI World Tour en 2019.
| Classement mondial | Classement mondial     | Classement mondial                        | Classement mondial |
| Année              | Classement par équipes | Meilleur coureur au classement individuel |                    |
| ------------------ | ---------------------- | ----------------------------------------- | ------------------ |
| 2016               | -                      | Pieter Vanspeybrouck (119e)               |                    |
| 2017               | -                      | Bert Van Lerberghe (126e)                 |                    |
| 2018               | -                      | Jonas Rickaert (199e)                     |                    |
| 2019               | 30e                    | Christophe Noppe (166e)                   |                    |
| 2020               | 28e                    | Amaury Capiot (79e)                       |                    |
| 2021               | 26e                    | Arne Marit (118e)                         |                    |
| 2022               | 26e                    | Kenneth Van Rooy (198e)                   |                    |
| 2023               | 42e                    | Kamiel Bonneu (368e)                      |                    |
| 2024               | 58e                    | Kamiel Bonneu (475e)                      |                    |
|                    |                        |                                           |                    |
| Source : UCI       |                        |                                           |                    |

## Team Flanders-Baloise en 2025
Effectif
| Effectif 2025            | Effectif 2025     | Effectif 2025 | Effectif 2025                            |
| Cycliste                 | Date de naissance | Pays          | Équipe précédente                        |
| ------------------------ | ----------------- | ------------- | ---------------------------------------- |
| Toon Clynhens            | 9 février 2001    | Belgique      | Elevate p/b Home Solution Soenens (2022) |
| Alex Colman              | 22 juillet 1998   | Belgique      | Canyon DHB p/b Soreen (2020)             |
| Tom Crabbe               | 2 juin 2005       | Belgique      | Bingoal WB Devo Team (2024)              |
| Lindsay De Vylder        | 30 mai 1995       | Belgique      | EFC-Etixx (2016)                         |
| Jasper Dejaegher         | 23 janvier 2001   | Belgique      | Circus-Re Uz-Technord (2023)             |
| Brem Deman               | 16 mai 2002       | Belgique      | Gaverzicht-BE Okay-Van Mossel (2024)     |
| Tuur Dens                | 26 juin 2000      | Belgique      |                                          |
| Siebe Deweirdt           | 8 mai 2002        | Belgique      | Soudal Quick-Step Devo Team (2023)       |
| Jonas Geens              | 4 janvier 1999    | Belgique      | Morbihan Adris Gwendal Oliveux (2024)    |
| Vince Gerits             | 26 septembre 1997 | Belgique      |                                          |
| Jules Hesters            | 11 novembre 1998  | Belgique      | BEAT Cycling (2021)                      |
| Milan Lanhove            | 1 novembre 2003   | Belgique      | Bingoal WB Devo Team (2024)              |
| Elias Maris              | 5 octobre 1999    | Belgique      | Leopard Pro Cycling (2022)               |
| Vincent Van Hemelen      | 2 novembre 2000   | Belgique      | Lotto-Soudal Development (2022)          |
| Aaron Van Poucke         | 4 avril 1998      | Belgique      | Lotto-Soudal U23 (2018)                  |
| Noah Vandenbranden       | 29 juillet 2002   | Belgique      | Lotto-Soudal Development (2022)          |
| Dylan Vandenstorme       | 19 avril 2002     | Belgique      | Circus-Re Uz-Technord (2023)             |
| Yentl Vandevelde         | 21 octobre 2000   | Belgique      | TDT-Unibet (2023)                        |
| Ward Vanhoof             | 18 avril 1999     | Belgique      | Lotto-Soudal U23 (2020)                  |
| Victor Vercouillie       | 3 novembre 2002   | Belgique      |                                          |
|                          |                   |               |                                          |
| Source : ProCyclingStats |                   |               |                                          |

Victoires
| Victoires | Victoires | Victoires | Victoires | Victoires | Victoires |
| Date      | Course    | Pays      | Classe    | Vainqueur |           |
| --------- | --------- | --------- | --------- | --------- | --------- |

## Saisons précédentes
- Topsport Vlaanderen-Baloise en 2014
- Topsport Vlaanderen-Baloise en 2015
- Topsport Vlaanderen-Baloise en 2016
- Sport Vlaanderen-Baloise en 2017
- Sport Vlaanderen-Baloise en 2018
- Sport Vlaanderen-Baloise en 2019